# بلفدير
بلڤيدير، هو حي من أحياء مدينة الدار البيضاء،  يقع في وسط المدينة وينتمي لدائرة الصخور السوداء.

## الشوارع
أهم شوارع الحي هي:
- شارع محمد الخامس الذي يربط محطة المسافرين بمركز المدينة
- شارع إيميل زولا الذي يربط ساحة آل ياسر بشارع مولاي سليمان
- شارع باحماد، إشارة إلى أحمد بن موسى الشرقي، الذي يربط شارع بن تاشفين بشارع مولاي إسماعيل في اتجاه الرباط

## المباني و الشركات
في هذا الحي هناك مقرات عدة شركات و مقاهي و مقاهي الإنترنت و قاعات الرياضة و مركز الكلى و مستشفى الأطفال و مقر جماعة الصخور السوداء و المقر العام للضمان الاجتماعي المغربي و عدة مصارف بالإضافة إلى مبنى ابن بطوطة، وهو سمي على الرحالة المغربي ابن بطوطة، (17 طابق و 200 شقة) الذي يعتبر من أكبر المباني بالدار البيضاء و عمارة زين المحبة 100 شقة.
قرب مقر الجماعة الحضرية يوجد مبنى مسرح محمد السادس الذي يضم معهدا موسيقيا و مكتبة و مقهى للإنترنت باشتراك سنوي بقيمة رمزية.

## المصانع
في السنوات الأخيرة تم التقليل من عدد المصانع و الشركات لجعل حي بلفدير حيا سكنيا. مازالت تتواجد المصانع التالية في الحي
- مصنع دوتز فار Deutz لتركيب الجرارات و الآلات الزراعية
- مصنع الداخلة للصناعات البلاستيك
- مصنع لإصلاح الشاحنات
- مصنع خاص بأدوات السيارات

## الحدائق و المتنزهات
في الساحة الكبيرة للحي توجد ساحة سيدي محمد تتموضع بها حديقة قرب محطة القطار المسارين التي تربط الدار البيضاء بـالرباط و مراكش.
في وسط الحي توجد ما يسمى الجردة لقديمة و هي حديقة عامة بها ملاعب في الأعياد و الأيام التي ليس فيها دراسة و أيام الإضرابات التعليمية تكون مكتظة.

## الملاعب و النوادي الرياضية
الجردة لقديمة يوجد بها ملعبان لكرة القدم و آخر لكرة السلة بالإضافة إلى مقهى و مقر لما بعد السجن.
يوجد ملعب عمومي ثاني بالإضافة إلى الجردة لقديمة اسمه ملعب ليوتي لكنه تكتريه الإعدادية الفرنسية، أما في غير أوقات تواجد الإعدادية فيمكن ولوجه للعب كرة القدم، أساسا به ملعبا كرة قدم و ملعبا كرة سلة بالإضافة إلى مسار للجري و آخر للقفز الطولي.
يوجد بالحي عدة نوادي كنادي ليديك الرياضي لرياضات الجيدو و الكراتيه و الكرة الطائرة و نادي صحارى للفنون القتالية و عدة نواد أخرى.

## الإعلام
توجد على موقع يوتوب قناة خاصة بحي بلفدير تم إطلاقها في بداية رمضان 2016 تحت اسم Bélvédère NEWS TV، مختصة في تتبع ماتقوم به الجمعيات من أنشطة، وتحاول إيصال كل الأخبار لساكنة الحي عند ولوجها، وتتبع المنتخبين والجماعة الحضرية والمقاطعات الموجودة على تراب الحي، ويطمح مؤسسيها إلى إنشاء قناة فضائية تلفزية خاصة، كما توجد صفحة رسمية لبلفدير على مواقع التواصل الاجتماعي.

## التعليم
في بلفدير توجد مدرستان تابعتان للمدارس الفرنسية (AEFE) إعدادية أناطول و المدرسة الابتدائية كلود بيرنارد. بالإضافة إلى عدد من  المؤسسات التعليمية المغربية العمومية والخاصة.

## جمعيات
العديد من الجمعيات تتواجد في الحي اشهرها جمعية ابن رشد النشيطة  التي بادرت إلى إنشاء صالات للدراسة و القراءة لحوالي 15000 منخرط منهم 16 فريق كرة قدم و 1800 امرأة في محاربة الأمية و 800 امرأة في دروس للخياطة و الحياكة و 200 لاعب كرة قدم و 7 مهرجانات مسرح.